# Gabriela Svobodová
Gabriela Svobodová (née Sekajová le 27 février 1953 à Kremnica) est une fondeuse tchécoslovaque. Elle est la mère de la célèbre biathlète tchèque Gabriela Soukalová.

## Palmarès
- Jeux olympiques d'hiver
  - Jeux olympiques 1984 à Sarajevo  Yougoslavie:
    -  Médaille d'argent en relais 4 × 5 km.

- Championnats du monde
  - Championnats du monde de 1974 à Falun  Suède:
    -  Médaille de bronze en relais 4 × 5 km